# Timor Oriental en los Juegos Olímpicos de Pekín 2008
Timor Oriental estuvo representado en los Juegos Olímpicos de Pekín 2008 por una deportista femenina que compitió en atletismo.
La portadora de la bandera en la ceremonia de apertura fue la atleta Mariana Dias Ximenes. El equipo olímpico timorense no obtuvo ninguna medalla en estos Juegos.